# Salm
Salm fu il nome di una serie di contee e principati storici situati nell'attuale Germania, Belgio, Lussemburgo e Francia.

## Storia

### Origini
La contea di Salm sorse nel X sec. a Vielsalm, nelle Ardenne, regione dell'attuale Belgio. Essa era retta dal ramo collaterale della casata di Lussemburgo, detta appunto casato di Salm.
Nel 1165, venne diviso nelle contee del Basso Salm, nelle Ardenne, situate in Belgio e Lussemburgo, e dell'Alto Salm, situato nelle montagne dei Vosgi, nell'attuale Francia.

### Basso Salm
vedi anche: Salm-Reifferscheid-Bedburg e Salm-Reifferscheid-Dyck
I conti del Basso Salm iniziarono la propria esistenza nel 1416, e la contea venne ereditata dalla Casata di Reifferscheid-Dyck. Nel 1628 la contea venne elevata al rango di altgraviato, e il feudo prese il nome di Altgraviato di Salm-Reifferscheid.
Nel 1639 l'Altgraviato venne diviso in Salm-Reifferscheid-Bedburg, a nord-ovest di Colonia, e in Salm-Reifferscheid-Dyck, presso Neuss.

#### Salm-Reifferscheid-Bedburg
vedi anche: Salm-Reifferscheid-Raitz, Salm-Reifferscheid-Hainsbach e Salm-Reifferscheid-Krautheim
Nel 1734 l'Altgraviato di Salm-Reifferscheid-Bedburg venne diviso in tre parti: se stesso, l'Altgraviato di Salm-Reifferscheid-Raitz, originatosi dalla divisione della Boemia, e l'Altgraviato di Salm-Reifferscheid-Hainsbach dall'originale Altgraviato.
Nel 1803 il più piccolo Altgraviato di Salm-Reifferscheid-Bedburg prese il nome di Altgraviato di Salm-Reifferscheid-Krautheim. Nel 1804 venne elevato a principato, ed esistette sino al 1806, quando venne sciolto.

#### Salm-Reifferscheid-Dyck
La contea venne sciolta e l'estinzione della famiglia avvenne nel 1888.

### Alto Salm
vedi anche: Salm-Blankenburg, Salm-Badenweiler, Salm-Dhaun e Salm-Kyburg
Nel 1246 la Contea dell'Alto Salm venne divisa e prese vita il Salm-Blankenburg.
Nel 1431 la Contea dell'Alto Salm venne nuovamente divisa dando origine alla Contea di Salm-Badenweiler.
La Contea di Salm venne ereditata dai Wild- e Renegravi nel 1475, che chiamarono il loro feudo Wild- e Renegraviato dell'Alto Salm.
Nel 1499 il Wild- e Renegraviato di Salm venne diviso in due entità separate: il Wild- e Renegraviato di Salm-Kyrburg e il Wild- e Renegraviato di Salm-Dhaun.

#### Salm-Blankenburg
La linea della contea si estinse nel 1506 e i territori vennero ereditati dal Casato di Lorena.

#### Salm-Badenweiler
vedi anche: Salm-Neuburg
Nel 1520 la Contea di Salm-Badenweiler venne divisa e la Contea di Salm-Neuburg iniziò la propria esistenza. Nel 1653 il feudo venne ereditato dalla casata austriaca dei Sinzendorf, ma la casata di Salm si servì di questo titolo sino al 1784, quando morì l'ultimo conte.
La Contea venne annessa alla Lorena dal 1600 al 1608, quando entrò nel patrimonio famigliare. Nel 1670 il territorio venne definitivamente annesso alla Francia.

#### Salm-Kyrburg
vedi anche: Salm-Mörchingen e Salm-Tronecken
Nel 1607 il Wild- e Renegraviato di Salm-Kyrburg venne diviso in tre parti dividendo il Wild- e Renegraviato di Salm-Mörchingen e il Wild- e Renegraviato di Salm-Tronecken dall'originario Wild- e Renegraviato. Nel 1637 il conte di Salm-Tronecken morì e i suoi territori vennero affidati ad un personaggio sconosciuto alle cronache. Nel 1681, alla morte dell'ultimo conte di Salm-Kyrburg, i suoi territori passarono al Salm-Mörchingen.
Nel 1688 l'ultimo conte di Salm-Mörchingen morì e i suoi territori vennero affidati ad un personaggio sconosciuto alle cronache.
Nel 1743 venne ricreato un possedimento completamente nuovo che prese il nome di Salm-Kyrburg, il Principato di Salm-Kyrburg. Esso venne momentaneamente annesso alla Francia nel 1811, da cui si separò nel 1813, ma la famiglia di Salm continuò a fregiarsi del titolo di questa contea. Venne ereditata dalla casata di Salm-Salm nel 1905.

#### Salm-Dhaun
vedi anche: Salm-Püttlingen, Salm-Neuweiler e Salm-Grumbach
Nel 1561 il Wild-e Renegraviato di Salm-Neuweiler e il Wild- e Renegraviato di Salm-Grumbach vennero divisi dal Salm-Dhaun.
Nel 1697 il Wild- e Renegraviato di Salm-Püttlingen venne diviso dal Salm-Dhaun.
Nel 1748 la linea di Salm-Dhaun si estinse e i suoi territori passarono al ramo di Salm-Püttlingen.

##### Salm-Püttlingen
La linea di Salm-Püttlingen si estinse nel 1750 e i loro territori passarono ad una dinastia sconosciuta alle cronache.

##### Salm-Neuweiler
vedi anche: Salm-Salm, Salm-Leuze e Salm-Hoogstraten
Nel 1610 il Wild- e Renegraviato di Salm-Salm venne diviso dal Salm-Neuweiler. Venne elevato a principato con il Salm-Salm nel 1623.
Nel 1803, quando il vescovato di Münster venne secolarizzato, parte dei suoi territori venne assegnata ai principi di Salm-Salm. Questo nuovo principato di Salm-Salm, comprendeva l'area attorno a Borken, Ahaus e Bocholt, ed era membro della Confederazione del Reno. Nel 1810 venne annesso dalla Francia, come parte del dipartimento imperiale di Lippe. Dopo la sconfitta di Napoleone nel 1815, venne dato alla Prussia. La famiglia continua a esistere tutt'oggi.
Nel 1696 Salm-Neuweiler venne divisa in due parti, il Wild- e Renegraviato di Salm-Leuze e nel Wild- e Renegraviato di Salm-Hoogstraten. Le loro terre vennero incorporate nel Belgio. Le linee si estinsero nel 1887 e nel 1886.

##### Salm-Grumbach
vedi anche: Rheingrafenstein-Grenzweiler e Salm-Horstmar
Nel 1668 il Wild- e Renegraviato di Rheingrafenstein-Grenzweiler venne diviso dal Salm-Grumbach. In seguito venne incorporato alla Prussia. La linea della famiglia si estinse nel 1819.
Nel 1803 Salm-Grumbach venne annessa alla Francia. I conti di Salm-Grumbach ricevettero il Principato di Salm-Horstmar come ricompensa nel 1803. Venne diviso nel 1813. La famiglia vendette poi i propri titoli al Salm-Salm nel 1892.

## Lista degli stati
- 1019–1165 : Contea di Salm (Basso e Alto Salm)
  - 1.0: 1165–1416: Contea del Basso Salm / 1416–1628: Contea di Salm-Reifferscheid / 1628-1639 Altgraviato di Salm-Reifferscheid
    - 1.0.0: 1639–1803: Altgraviato di Salm-Reifferscheid-Bedburg
      - 1.0.0.0: 1803–1804: Altgraviato di Salm-Reifferscheid-Krautheim
        - 1.0.0.0.0: 1804–1806 : Principato di Salm-Reifferscheid-Krautheim (diviso e assegnato alla Prussia) (estinzione della linea nel 1893)

      - 1.0.0.1: 1734–1790: Contea di Salm-Reifferscheid-Raitz
        - 1.0.0.1.0: 1790–1811 : Principato di Salm-Reifferscheid-Raitz (diviso e assegnato all'Austria) (estinzione della linea nel 1918)

      - 1.0.0.2: 1734–1811 : Contea di Salm-Reifferscheid-Hainsbach (diviso e assegnato alla Prussia) (estinzione della linea nel 1897)

    - 1.0.1: 1639–1806 : Altgraviato di Salm-Reifferscheid-Dyck (diviso e assegnato alla Prussia) (estinzione della linea nel 1888)

  - 2.0: 1165–1475: Contea dell'Alto Salm / 1475-1499 : Wild- e Renegraviato dell'Alto Salm (Casata di Salm-Dhaun e Casata di Salm-Kyrburg)
    - 2.0.0:  1210–1500 : Contea di Salm-Blankenburg (Casa di Lorena)
    - 2.0.1:  1431–1670 : Contea di Salm-Badenweiler (Casa di Borbone)
      - 1520: –1784 : Contea di Salm-Neuburg (Casa di Sinzendorf)

    - 2.0.2: 1499–1748 : Wild- e Renegraviato di Salm-Dhaun (Casa Salm-Püttlingen)
      - 2.0.2.0:  1697–1750 : Wild- e Renegraviato di Salm-Püttlingen (?)
      - 2.0.2.1: 1561–1696 : Wild- e Renegraviato di Salm-Neuweiler (Conte di Salm-Leuze e Casa di Salm-Hoogstraten)
        - 2.0.2.1.0:  1574-1738: Wild- e Renegraviato di Salm-Salm
          - 2.0.2.1.0.0:  1738–1810 : Principato di Salm-Salm (diviso e assegnato alla Prussia)

        - 2.0.2.1.1: 1696–1742: Wild- e Renegraviato di Salm-Leuze
          - 2.0.2.1.1.0: 1742–1743 : Principato di Salm-Leuze (Casa di Salm-Kyrburg)

        - 2.0.2.1.2: 1696–1887 : Wild- e Renegraviato di Salm-Hoogstraten (?)

      - 2.0.2.2: 1561–1803: Wild- e Renegraviato di Salm-Grumbach (diviso e assegnato alla Prussia) 
        - 2.0.2.2.0: 1803–1813 : Principato di Salm-Horstmar (diviso e assegnato alla Prussia) (estinzione della linea nel 1892)
        - 2.0.2.2.1: 1668-????' Wild- e Renegraviato di Rheingrafenstein- Grenzweiler (estinzione della linea nel 1819)

    - 2.0.3:  1499–1681 : Wild- e Renegraviato di Salm-Kyrburg (Casa di Salm-Mörchingen)
      - 2.0.3.0: 1607-1637 : Wild- e Renegraviato di Salm-Tronecken (?)
      - 2.0.3.1: 1607–1688 : Wild- e Renegraviato Salm-Mörchingen (?)

    - 2.0.4: 1743–1810 : Principato di Salm-Kyrburg (diviso e assegnato alla Prussia)

## Lista dei reggenti

### Conti di Salm (1019–1165)

#### Casato di Salm
- Giselberto (1019–1059)
- Ermanno I (1059–1088)
- Ermanno II (1088–1138)
- Ermanno III (1138–1140)
- Enrico (1140–1165)

### Conti e Altgravi dell'Alto Salm (1165-1628-1639)

#### Casa di Salm
- Federico I
- Federico II
- Gerardo
- Enrico III
- Enrico IV
- Guglielmo
- Enrico V
- Enrico VI
- Giovanni
- Enrico VII

#### Casa di Reifferscheid-Dyck
- Ottone
- Giovanni I
- Giovanni II
- Pietro
- Giovanni III
- Giovanni IV
- Werner
- Ernesto Federico (primo altgravio)

### Altgravi di Salm-Reifferscheid-Bedburg e Principati di Salm-Reifferscheid-Krautheim (1639-1803-1893)

#### Casa di Reifferscheid-Dyck
- Erik Adolfo (1639-????)
- Francesco Guglielmo
- Carlo Antonio
- Sigismondo (????-1803)
- Francesco Guglielmo, ultimo altgravio (1803–1804), primo principe (1804–1806)
- Costantino (1806-????), pretendente
- Francesco Carlo
- Leopoldo
- Alberto (????-1893)

### Altgravi di Salm-Reifferscheid-Hainsbach (1734-1811-1897)

#### Casa di Reifferscheid-Dyck
- Leopoldo Antonio(1734–1760)
- Francesco Venceslao (1760–1811)
- Francesco Vincenzo(1811-????), pretendente
- Giovanni
- Francesco Giuseppe
- Luigi (????-1897)

### Altgravi e Principi di Salm-Reifferscheid-Raitz (1734-1790-1918)

#### Casa di Reifferscheid-Dyck
- Antonio (1734–1769)
- Carlo Giuseppe, ultimo Altgravio (1769-1790), primo Principe (1790-1811)
- Ugo Francesco (1811-????), pretendente
- Ugo Carlo
- Ugo
- Ugo Leopoldo (????-1918)

### Altgravi di Salm-Reifferscheid-Dyck (1639-1806-1888)

#### Casa di Reifferscheid-Dyck
- Ernesto Salentino (1639–1684)
- Francesco Ernesto (1684–1727)
- Augusto Eugenio Bernardo (1727–1761)
- Guglielmo (1767–1775)
- Giuseppe (1775–1806)
- Alfredo (1806-????), pretendente
- ... (????-1888)

### Conti e Wild- e Renegravi dell'Alto Salm (1210-1475-1499)
- Enrico I (1165-1210)
- Enrico II
- Enrico III
- Giovanni I
- Nicola
- Giovanni II
- Simone I
- Giovanni III
- Simone II
- Giovanni IV
- Simone III
- Giovanni V, primo Wild- e Renegravio
- Giovanni VI

### Conti di Salm-Blankenburg (1210-1506)
- Federico I (1210-1270)
- Enrico I (1270-1301)
- Enrico II (1301-1361)
- Teobaldo I (1361-1363)
- Enrico III (1363-1382)
- Teobaldo II (1382-1396)
- Enrico IV (1396-1441)
- Federico II (1441-1442)
- Teobaldo III (1442-1443)
- Luigi (1443-1503)
- Ulrico (1503-1506)

### Conti di Salm-Badenweiler (1431-1600)
- Giovanni V (1431-1451)
- Giovanni VI (1451-1505)
- Giovanni VII (1505-1548)
- Giovanni VIII (1548-1600)

### Wild- e Renegravi di Salm-Dhaun (1499-1748)
- Filippo (1499-1521)
- Filipp Francesco (1521-1561)
- Giovanni Filippo I (1561-1569)
- Federico (1569-1574)
- Adolfo Enrico (1574-1606)
- Wolfgang Federico (1606-1638)
- Giovanni Luigi (1638-1673)
- Giovanni Filippo II (1673-1693)
- Carlo (1693-1733)
- Giovanni Filippo III (1733-1742)
- Cristiano Ottone(1742-1748)

### Wild- e Renegravi di Salm-Neuweiler (1561-1696)
- Federico I
- Federico II
- Carlo Fiorentino
- FrederFederico Carlo

### Wild- e Renegravi di Salm-Leuze e Principi di Salm-Kyburg (1696-1743-1813-1905)
- Enrico Gabriele (1696-????)
- Filippo Giuseppe, ultimo Wild- e Renegravio (????-1743), primo Principe sovrano (1743–1779)
- Federico III (1779–1794)
- Federico IV, ultimo Principe sovrano (1794–1813), primo Principe formale (1813-1859)
- Federico V (1859–1887)
- Federico VI Luigi (1887–1905)

### Wild- e Renegravi e Principi di Salm-Hoogstraten (1696-1739-1886)
- Guglielmo Fiorentino
- Nicola Leopoldo, primo Principe
- Luigi Carlo Ottone
- Massimiliano
- Luigi Carlo Ottone
- Costantino Alessandro
- Fiorentino
- Alfredo
- Nicola Leopoldo

### Wild- e Renegravi e Principi di Salm-Salm (1574-1738-1813-oggi)
- Federico I, primo e ultimo Wild- e Renegravio (1574–1608)
- Filippo Ottone, ultimo Conte (????-????), primo Principe (1608–1634)
- Leopoldo Filippo (1634–1663)
- Carlo Teodoro Ottone (1663–1710)
- Luigi Ottone, ultimo Principe (1710–1738)
- Nicola Lepoldo, primo Principe sovrano (1739–1770)
- Luigi Carlo Ottone (1770–1778)
- Costantino, ultimo Principe sovrano (1778–1813), primo Principe formale (1813–1828)
- Fiorentino (1828–1846)
- Alfredo (1846–1886)
- Nicola (1886–1908)
- Alfredo (1908–1923)
- Nicola Leopoldo (1923–1988)
- Carlo Filippo (1988–oggi)
  - Emmanuele, erede (n. 1961)

### Wild- e Renegravi di Salm-Püttlingen (1697-1750)
- Vollrath Vittorio (1697-????)
- Giovanni
- Federico
- Federico Guglielmo
- Giovanni Federico (1748-1750)
- Carlo Leopoldo Luigi (1750-1750)
- Federico Guglielmo (1750-1750)